# Les Armateurs
 (décembre 2021).
Les Armateurs est une société de production d'animation française fondée en 1994 par Didier Brunner, Gérald Dupeyrot et Michel Dutheil. Elle produit des longs métrages (la plupart du temps en coproduction), des courts métrages et des séries animées pour la télévision.

## Histoire
Le studio Les Armateurs est fondé en 1994 par Didier Brunner, Gérald Dupeyrot et Michel Dutheil. Après plusieurs courts et moyens métrages d'animation, le studio se fait connaître en 1998 en produisant le long métrage Kirikou et la Sorcière de Michel Ocelot. 
Après le départ à la retraite de Didier Brunner en janvier 2014, Reginald de Guillebon devient le nouveau président de la société, devenue filiale de Hildegarde.

## Productions

### Longs métrages d'animation
- 1998 : Kirikou et la Sorcière de Michel Ocelot
- 2000 : Princes et Princesses de Michel Ocelot
- 2002 : L'Enfant qui voulait être un ours de Jannik Hastrup
- 2003 : Les Triplettes de Belleville de Sylvain Chomet
- 2004 : T'Choupi de Jean-Luc François
- 2005 : Kirikou et les Bêtes sauvages de Michel Ocelot et Bénédicte Galup
- 2008 : Brendan et le Secret de Kells de Tomm Moore
- 2010 : Allez raconte ! de Jean-Christophe Roger
- 2012 : Kirikou et les Hommes et les Femmes de Michel Ocelot
- 2012 : Ernest et Célestine de Benjamin Renner, Stéphane Aubier et Vincent Patar
- 2018 : Un homme est mort (film, 2018) de Olivier Cossu
- 2019 : Les Hirondelles de Kaboul de Zabou Breitman et Éléa Gobbé-Mévellec

### Longs métrages en images réelles
- 2005 : L'Équilibre de la terreur de Jean-Martial Lefranc
- 2010 : Kill Me Please d'Olias Barco

### Courts métrages d'animation
- 1997 : La Vieille Dame et les Pigeons de Sylvain Chomet
- 2004 : L'Inventaire fantôme de Franck Dion
- 2006 : Vos papiers de Claire Fouquet
- 2006 : Ovulación! d'Anne-Sophie Salles
- 2010 : Les P'tits Lus d'Anne-Sophie Salles

### Séries télévisées d'animation
- Carland Cross (première diffusion en 1996)
- Lupo Alberto (1997)
- T'choupi et Doudou (Jean-Luc François, 1999)
- Belphégor (créée par Gérald Dupeyrot et réalisée par Jean-Christophe Roger, 2000)
- Ponpon (Fabien Drouet, 2005)
- Gift (série télévisée française) (Régis Loisel, Fred Louf, 2005)
- Kiri le clown (adaptation en images de synthèse de la série de Jean Image ; Eric Cazes, 2005)
- Allez raconte (d'après la bande dessinée de Lewis Trondheim et José Parrondo, Saison 1 : Jean-Christophe Roger et Jean-Luc François, 2006 / Saison 2 : Frédéric Mège et Jean-Christophe Roger, 2007)
- Kirikou découvre les animaux d'Afrique (Michel Ocelot et Bénédicte Galup, 2007)
- Paco, Nouky et Lola (Jean-Christophe Craps, 2008)
- T'choupi et ses amis (Franck Vibert, 2008)
- À table T'choupi ! (Jean-François Bordier, 2008)
- Cajou (2009)
- La Fée Coquillette (Jean-Christophe Roger, 2010)
- Martine (Claude Allix, 2012)
- T'choupi à l'école (Lionel Kerjean, 2013)
- Les Grandes Grandes Vacances (Paul Leluc, 2015)
- Runes (Guillaume Mautalent and Sébastien Oursel, 2022)